# Hércules II de Este
Hércules II de Este (en italiano, Ercole II d'Este; Ferrara, 4 de abril de 1508-ibidem, 3 de octubre de 1559) fue un noble italiano, duque de Ferrara, Módena y Reggio entre 1534 y 1559. Fue miembro de la influyente Casa de Este.

## Biografía

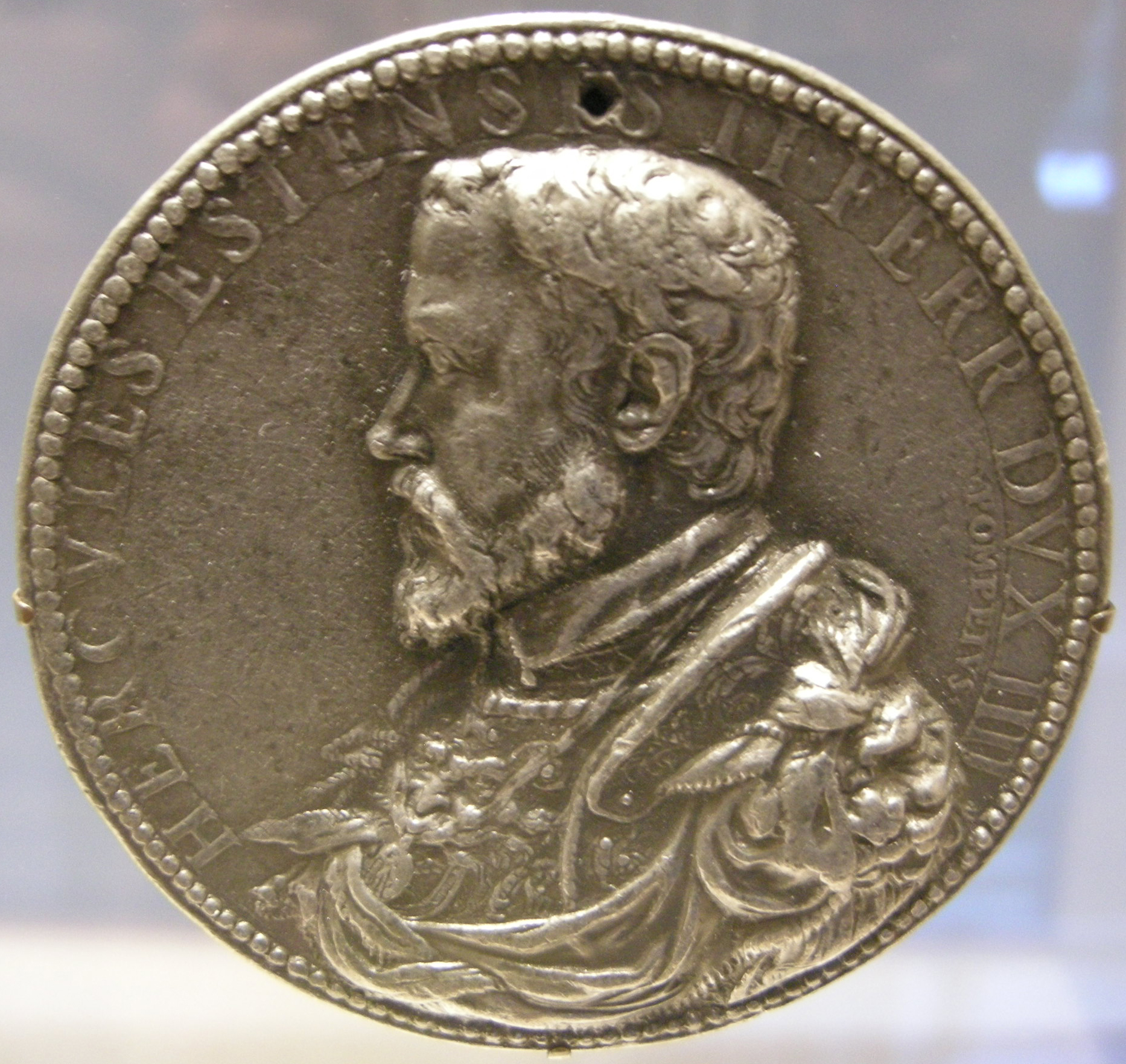
Medalla de Hércules II de Este, por Pompeo Leoni (1554).

Hércules fue el hijo primogénito del duque Alfonso I de Este y de Lucrecia Borgia. A través de su madre, Hércules era nieto del papa Alejandro VI, sobrino de César Borgia, y primo de San Francisco de Borja. A través de su padre, era sobrino de Isabel de Este, y del cardenal Hipólito de Este. Entre los hermanos estaban Rodrigo Borgia de Aragón y quizás Juan Borgia, el infante romano.
En 1534, sucedió a su padre, convirtiéndose en duque en el mes de octubre. Durante los primeros años se maniobró bien entre la presión española y la francesa, en particular aprovechando la relativa calma debido a la dominación de los españoles de la época, aunque muchas de sus relaciones personales lo atasen más a la corte francesa. También se encontró bajo la presión de la curia papal que presionaba por la prohibición de su corte, sospechosa de herejía (incluso Juan Calvino estaba en Ferrara en 1536). En particular, su esposa Renata de Francia, después de alguna correspondencia con los protestantes, fue acusada de haberse convertido al protestantismo, a pesar de la presencia de un tribunal especial de la Inquisición en Ferrara. Hércules presentó las acusaciones de herejía contra su esposa al rey Enrique II de Francia y el inquisidor Oriz en 1554, tras lo cual ella confesó.
Hércules fue capaz de resolver incluso nuevos conflictos con el papado derivado de la renuencia de Hércules en la concesión de las colecciones de los impuestos para la lucha contra los turcos. Esto simplemente irritó a Paulo III, que estuvo casi a punto de excomulgarlo. Esto no progresó gracias a un acuerdo firmado en 1539 por el hermano de Hércules, Francisco, que implicó el pago de 180.000 ducados de oro a la curia.
Hércules se alineó con el papa Paulo IV, y con Francia contra España en 1556, poniendo al mando de la aleación en función antimperial. Pero después del interés de los franceses en Nápoles, Hércules rechaza el acuerdo porque quería que Enrique II de Francia, se ocupara de Milán. A través de la mediación de Cosme I de Médici, se estipuló un acuerdo con los españoles el 18 de mayo de 1558 que le permitía mantener la integridad de sus dominios.
La corte de Ferrara es conocida porque se convirtió en importante centro cultural, no solo para la difusión de la Reforma en Italia, con el apoyo de su esposa Renata, sino también para el continuo apoyo de su hermano, Hipólito II de Este, que construyó la Villa de Este, cerca de Tívoli.

## Matrimonio e hijos
En 1528 se casó con Renata de Francia, hija de los reyes de Francia Luis XII y Ana de Bretaña, con quien tuvo varios hijos:
- Ana (1531-1607), casada con el duque de Guisa, Francisco de Guisa, y posteriormente con el duque Jacobo de Saboya-Nemours.
- Alfonso II (1533-1597), su sucesor en el ducado.
- Lucrecia (1535-1598), casada con el duque de Urbino, Francisco María II della Rovere.
- Leonor (1537-1581).
- Luis (1538-1586), obispo de Ferrara y cardenal.